# Simplocaria elongata
Simplocaria elongata là một loài bọ cánh cứng trong họ Byrrhidae. Loài này được Sahlberg miêu tả khoa học năm 1903.